# أورجن سيستمز
كانت شركة اورجن سيستمز شركة تطوير ألعاب فيديو أمريكية مقرها في أوستن ، تكساس . تأسست في 3 مارس 1983 من قبل ريتشارد جاريوت وشقيقه روبرت . تشتهر اورجنبعملها الرائد في أنواع متعددة من ألعاب الفيديو، مثل سلسلة التما و وينج كماندر . تم شراء الشركة من قبل إلكترونيك آرتس في عام 1992.

## نبذة
أسس الأخوان ريتشارد وروبرت جاريوت ، ووالدهما رائد الفضاء أوين ، والمبرمج تشاك بويشي شركة اورجن (اورجن سيستيمز) في عام 1983 بسبب المشاكل التي واجهوها في جمع الأموال المستحقة لريتشارد مقابل ألعابه التي باع حقوق أصداراتها لشركات أخرى.   كان مقر شركة اورجن في البداية في مرآب جاريوت (مرآب العائلة) في مدينة هيوستن ، تكساس .  كانت أول لعبة للشركة هي (Ultima III: Exodus) التما ااا اكسدس ؛ بسبب سمعة التما الراسخة، نجت اورجن من انهيار ألعاب الفيديو في عام 1983 . ونشرت العديد من الألعاب التي لا تنتمي إلى سلسلة التما ، وادعى ريتشارد جاريوت أنه حصل على نفس معدل الدفع مثل المطورين الآخرين. 
بحلول عام 1988 ، كان لدى اورجن 15 مطورًا في أوستن ، تكساس ، و 35 موظفًا آخرين في نيو هامبشاير.  وبحلول عام 1989 كان لديهم 50 موظفًا بين مكاتبهم في نيو هامبشاير وتكساس. 
في سبتمبر 1992 ، استحوذت شركة إلكترونيك آرتس  على شركة اورجن سيستيمز مقابل 35 مليون دولار من الأسهم، على الرغم من الخلاف بين الشركتين حول لعبة Deathlord (ديث لورد) لعام 1987 الخاصة بـ EA(إي أي)/(إلكترونيك آرتس). وذكرت شركة اورجن، التي حققت إيرادات سنوية تبلغ حوالي 13 مليون دولار، وأنها نظرت في الاكتتاب العام قبل الموافقة على صفقة إلكترونيك آرتس. 
بحلول عام 1996 ، توسعت اورجن إلى أكثر من 300 موظف، وتم تقسيم معظمهم بين فرق تطوير صغيرة ومستقلة إلى حد كبير.  في عام 1997 ، أصدرت اورجن واحدة من أقدم ألعاب MMORPG الرسومية أو ما يعرف بـ (لعبة تقمص الأدوار كثيفة اللاعبين على الإنترنت)بأسم،(Ultima Online) التما اون لاين . بعد هذا العنوان، قررت إلكترونيك آرتس أن اورجن ستصبح شركة عبر الإنترنت فقط بعد الانتهاء من التما 9 في عام 1999. ومع ذلك، في غضون عام، ويرجع ذلك جزئيا إلى سوء الاستقبال (Ultima IX) ألتيما 9 '  قررت إلكترونيك آرتس إلغاء جميع المشاريع التنموية الجديدة المنشأ، بما في ذلك(Ultima Online 2) ألتيما أون لاين 2 ،برافتير اونلاين، و هاري بوتر على الإنترنت. غادر ريتشارد جاريوت اورجن بعد فترة وجيزة وأسس(Destination Games) ديستنيشون جيمز في عام 2000.
في السنوات اللاحقة، كانت اورجن موجودًا بشكل أساسي لدعم (Ultima Online) التما اون لاين وتوسيعها ولتطوير المزيد من الألعاب عبر الإنترنت بناءً على سلسلة التما مثل (Ultima X: Odyssey) التما 10 اودسي ، الذي تم إصدارها في الأصل في عام 2004 ولكن تم إلغاؤه لاحقًا. وفي فبراير 2004 ، تم حل الاستوديو بواسطة إلكترونيك آرتس. تم تطوير سلسلة (Longbow) لونج بو من ألعاب المحاكاة في اورجن وتم نشرها تحت العلامة التجارية "Jane's Combat Simulations " التابعة لشركة إلكترونيك آرتس. وكان هناك مشروع لاحق بأسم،( Jane's A-10)جاينز أي 10 ، في قيد التطوير عندما تم إلغاء المشروع في أواخر عام 1998 وانتقل الفريق إلى مشاريع أخرى.

## موظفين بارزين
قامت شركة اورجن بتوظيف العديد من مطوري الألعاب الشباب خلال فترة عملها والذين انتقلوا منذ ذلك الحين إلى مناصب قيادية في العديد من شركات تطوير الألعاب، وخاصة في أوستن.
من بين موظفيها البارزين (أبجديا حسب اللقب):
- ريموند بنسون - كاتب صوتي (1992-1993)
  - كان كاتب رئيسي في Ultima VII: The Black Gate ، وساهم ببعض الكتابة إلى Ultima VII الجزء الثاني: Serpent Isle ، واستمر في العمل كمصمم ألعاب لـ MicroProse و Viacom New Media ، ثم أصبح لاحقًا مؤلفًا رسميًا مكملًا لجيمس بوند روايات.
- توم شيلتون - مصمم رئيسي (2001-2003)
  - كان المصمم الرئيسي في Ultima Online: Age of Shadows وأصبح مصممًا رئيسيًا لشركة Blizzard Entertainment .
- بريت دانيال - مصمم صوت (1994)
  - كان مصممًا صوتيًا للعديد من الألقاب واستمر في تأسيس فرقة الروك Spoon .
- كين ديمارست - مصمم ألعاب، مبرمج (1990-1995)
  - ابتكر النموذج الأولي التقني لـ Ultima Online ، وأخرج BioForge ، وقاد البرمجة على Ultima VII: The Black Gate وتم ترميزه على Wing Commander .
- مارتن غالواي - مصمم / ملحن صوت، فني صوت (1991-1994)
  - ذهبت للعمل في Digital Anvil .
- ريتشارد جاريوت - مؤسس مشارك، مصمم ألعاب، مبرمج (1983-2000)
  - أكا «اللورد البريطاني» ، مبتكر ألتيما ؛ شارك لاحقًا في تأسيس Destination Games ، التي استحوذت عليها NCSoft . شارك في التأسيس ويعمل الآن في Portalarium .
- روبرت جاريوت - المؤسس المشارك لقطاع الأعمال (1983-2000)
  - شقيق ريتشارد جاريوت، شارك في تأسيس شركة Origin Systems and Destination Games.
- راف كوستر - مصمم رئيسي (1995-2003)
  - انضم لاحقًا إلى Sony Online Entertainment في أوستن لتطوير EverQuest II و Star Wars Galaxies .
- سكوت كريوزر - أيد خارطة طريق البرنامج بالكامل
  - ذهبت للعمل لدى Dell Computer كمدير مشروع منتج جديد عالميًا.
- ستار لونج - قائد فريق ضمان الجودة، مصمم (1992-2000)
  - مدير Ultima Online ، ومؤسس مشارك لـ Destination Games.
- دينيس لوبيه - فنان (1989-2002)
  - كان أول فنان استأجره اوريجين. قام بالعديد من اللوحات ذات الغلاف الصندوقي، والرسوم التوضيحية اليدوية، والفنون والرسوم المتحركة داخل اللعبة، والسينمائية.
- مايك ماكشفري - مطور رئيسي (1990-1997)
  - شارك لاحقًا في تأسيس استوديوهات أوستن الأخرى وكتب ودرس نظرية تطوير الألعاب .
- شيري جرانر راي - كاتبة ومصممة (1993-1994)
  - عملت مع العديد من الشركات الكبرى بما في ذلك Sony Online Entertainment و Cartoon Network . وهي أيضًا مؤسسة منظمة Women in Games International .
- كريس روبرتس - مصمم ألعاب، مدير إبداعي (1988-1996)
  - منشئ سلسلة <i id="mwww">Wing Commander</i> و Strike Commander . شارك في تأسيس Digital Anvil الذي لم يعد له وجود الآن، والذي استحوذت عليه Microsoft ، مما أدى إلى إنشاء Starlancer والمساهمة في ألعاب محاكاة الفضاء المستقل. انتقلت إلى إنتاج عدد من إنتاجات هوليوود، قبل التأسيس المشترك والعمل الآن في Cloud Imperium Games ، مما أدى إلى إنشاء جهاز محاكاة الفضاء الممول الجماعي Star Citizen .
- جون روميرو - مبرمج (1987-1988)
  - عملت في Origin قبل المشاركة في تأسيس برنامج id . في وقت لاحق تم إنشاء عدد من استوديوهات الألعاب. شارك في التأسيس ويعمل الآن في Romero Games .
- أندرو سيجا - ملحن موسيقى (1995-1998)
  - اكا نيكروس كان مهندس / ملحن برمجيات ذهب للعمل في Digital Anvil.
- دالاس سنيل - نائب الرئيس لتطوير المنتجات / المنتج التنفيذي (1985-1996)
  - رئيس قسم تطوير المنتجات أو المنتج أو المنتج التنفيذي للمنشأ بين عامي 1986 و 1995. شغل لاحقًا منصب مدير تطوير الأعمال في NCSoft بأمريكا الشمالية. شارك في تأسيس Portalarium وشغل منصب مدير التطوير ورئيس العمليات.
- وارن سبيكتور - منتج (1989-1996)
  - منتج Ultima Underworld: The Stygian Abyss الذي طورته Doug Church و Looking Glass Studios ، بالإضافة إلى تكملة له، System Shock ، Wings of Glory والعديد من الألقاب الأخرى. انضم لاحقًا إلى Ion Storm وأدار مكتبها في أوستن، وخلق Deus Ex . شارك لاحقًا في تأسيس Junction Point Studios التي تم حلها الآن، والتي استحوذت عليها Disney Interactive . يعمل الآن في OtherSide Entertainment كمدير الاستوديو، مما يؤدي إلى إنشاء System Shock 3 .
- بول ستيد - فنان (1991-1995)
  - كان فنانًا رائدًا في سلسلة Wing Commander واستمر في العمل كقائد فني لبرنامج id في سلسلة Quake.

## قائمة الألعاب

### ألغيت
- Carl's Crazy Carnival (لعبة حركة في سياق ماريو وسونيك القنفذ ) [10]
- القلعة (أول شخص يطلق النار)
- الموت والدمار
- سباق الفضاء (لعبة سباق في سياق رود راش وسوبر موناكو جي بي )
- Crusader: No Survivors (إلغاء توسع متعدد اللاعبين للصليبيين: لا ندم )
- الصليبي 3: لا هروب / الصليبي: لا رحمة / الصليبي الثاني
- عوالم ألتيما: أساطير آرثر
- Ultima Worlds Online: Origin
- هاري بوتر اون لاين
- جين A-10
- الجندي 3
- فريق اضراب
- قائد الجناح السابع
- Ultima X: Odyssey (2004)